# Evangelisk-lutherska kyrkan i Sverige
Evangelisk-lutherska kyrkan i Sverige (ELKS) är ett konservativt lutherskt kyrkosamfund. Samfundet bildades 1968 av evangelisk-lutherska S:t Martins församling, grundad 1961. Antalet medemmar är cirka 30.
Kyrkan ingick 1997 nattvardsgemenskap med S:t Petri evangelisk-lutherska församling i Bengtsfors, som senare anslöt sig till ELKS under 2010. 1998 avled kyrkoherden i S:t Martins församling, teol. dr Tom G. A. Hardt. Till ny kyrkoherde i denna församling kallades 2001 Sten Rydh. 
Evangelisk-lutherska kyrkan i Sverige inledde 2005 kyrkogemenskap med Lutherska Konkordiekyrkan.